# Lazo
Lazo (en rus: Лазо) és un poble del krai de Kamtxatka, a Rússia, que el 2020 tenia 344 habitants. Pertany al districte de Mílkovo.